# Метохи (дем Неа Пропонтида)
Метохи (на гръцки: Μετόχι) е курортно селище в Егейска Македония, Гърция, в дем Неа Пропонтида, административна област Централна Македония. Според преброяването от 2001 година Метохи има 184 жители. Селището е разположено на Халкидическия полуостров между Созополи и Паралия Неас Триглияс.